# Campeonato Asiático de Atletismo de 2017 - Revezamento 4x100 m feminino
A prova dos 4 x 100 metros estafetas feminino do Campeonato Asiático de Atletismo de 2017 foi disputada no dia 8 de julho de 2017 no Kalinga Stadium em Bhubaneswar, na Índia. 

## Recordes
Antes desta competição, os recordes mundiais e do campeonato nesta prova eram os seguintes:
|                       | Nome                                                         | Nacionalidade  | Tempo  | Local   | Data                  |
| --------------------- | ------------------------------------------------------------ | -------------- | ------ | ------- | --------------------- |
| Recorde mundial       | Tianna Madison, Allyson Felix Bianca Knight, Carmelita Jeter | Estados Unidos | 40s 82 | Londres | 10 de agosto de 2012  |
| Recorde do campeonato | Tao Yujia, Yuan Qiqi Lin Huijun, Wei Yongli                  | China          | 43s 40 | Wuhan   | 4 de junho de 2015    |
| Recorde asiático      | Lin Xiao, Yali Li Xiaomei Liu, Li Xuemei                     | China          | 42s 23 | Xangai  | 23 de outubro de 1997 |

## Medalhistas
| Ouro                                                                                           | Prata                                                       | Bronze                                                              |
| Cazaquistão · Rima Kashafutdinova · Viktoriya Zyabkina · Merjen Ishanguliyeva · Olga Safronova | China · Sun Fengyan · Kong Lingwei · Lin Huijun · Feng Lulu | Índia · Merlin Joseph · Himashree Roy · Srabani Nanda · Dutee Chand |

## Resultado final
| Posição           | Raia | Nacionalidade | Atletas                                                                       | Tempo | Notas            |
| ----------------- | ---- | ------------- | ----------------------------------------------------------------------------- | ----- | ---------------- |
| Medalha de ouro   | 1    | Cazaquistão   | Rima Kashafutdinova, Viktoriya Zyabkina, Merjen Ishanguliyeva, Olga Safronova | 43.53 |                  |
| Medalha de prata  | 4    | China         | Sun Fengyan, Kong Lingwei, Lin Huijun, Feng Lulu                              | 44.50 |                  |
| Medalha de bronze | 5    | Índia         | Merlin Joseph, Himashree Roy, Srabani Nanda, Dutee Chand                      | 44.57 |                  |
| 4                 | 7    | Tailândia     | On-Uma Chattha, Kanyarat Pakdee, Tassaporn Wannakit, Supawan Thipat           | 44.74 |                  |
| 5                 | 2    | Malásia       | Nurul Faizah Asma, Siti Fatima, Komalam Shally, Zaidatul Husniah              | 45.18 | Recorde nacional |
| 6                 | 3    | Japão         | Miyu Maeyama, Mizuki Nakamura, Seika Aoyama, Kaho Nishio                      | 45.40 |                  |
| 7                 | 8    | Singapura     | Wendy Enn, Shanti Pereira, Kugapriya Chandran, Nur Izlyn Zaini                | 45.97 |                  |
| 8                 | 6    | Bangladesh    | Susmita Ghosh, Jesmin Akter, Sumi Akter, Shohagi Akter                        | 50.39 |                  |

Legenda
| Recorde mundial       | Recorde mundial (World record)               |                       | Recorde africano                      | Recorde africano (African) |                                           | Q | Classificado por posição (Qualified) |
| Recorde do campeonato | Recorde do campeonato (Championship record)  | Recorde da América    | Recorde da América (Americas)         | q                          | Classificado por melhor tempo (Qualified) |   |                                      |
| Melhor marca do ano   | Melhor marca do ano (World leading)          | Recorde asiático      | Recorde asiático (Asian)              | DNS                        | Não largou (Did not start)                |   |                                      |
| Recorde nacional      | Recorde nacional (National record)           | Recorde europeu       | Recorde europeu (European)            | DNF                        | Não terminou (Did not finish)             |   |                                      |
| Recorde pessoal       | Recorde pessoal do atleta (Personal best)    | Recorde da Oceania    | Recorde da Oceania (Oceania)          | DSQ / DQ                   | Desclassificado (Disqualified)            |   |                                      |
| Recorde da temporada  | Recorde da temporada do atleta (Season best) | Recorde sul-americano | Recorde sul-americano (South America) | NM                         | Sem marca (No mark)                       |   |                                      |